# 藏本站
藏本站（日语：／ Kuramoto eki */?）是位於日本德島縣德島市，隸屬於四國旅客鐵道（JR四國）的鐵路車站，車站編號為B02。各特級的列車均在本站停靠。

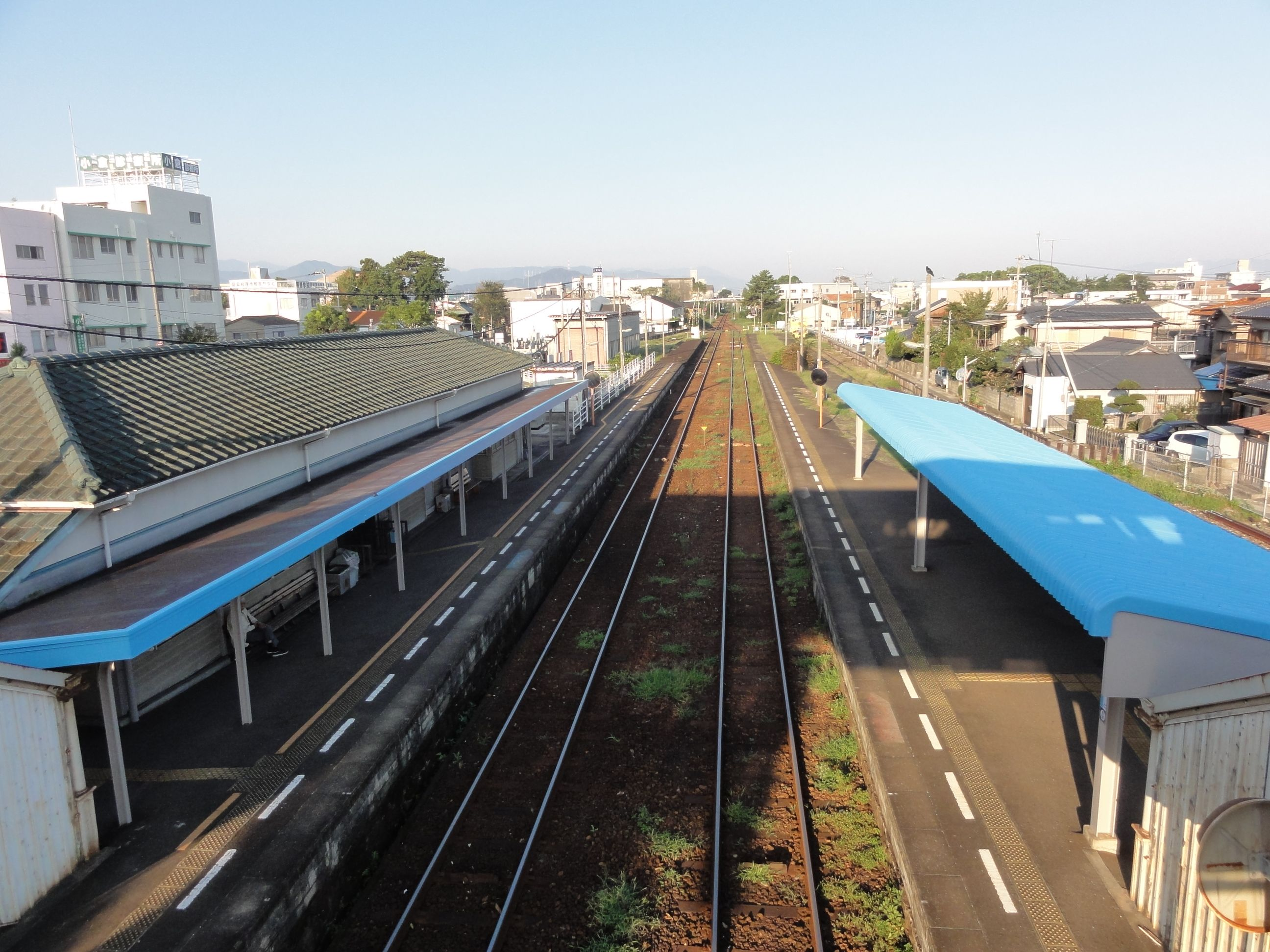
月台(2011年9月)

## 車站結構
本站的站房為木製單層站房，在開業之初為有人車站，因此站內設有站長室及票務處。無人化後相關設施已經封閉。站內除設有候車大廳、自動售票機及洗手間等一般設施外，亦設有便利商店（由舊候車室改裝）。車站旁原設有子公司飲食集團旗下的居酒屋「0番線」，現時亦已撤走，並改由其他商舖代替。
站內設有2座側式月台。1號月台為上下本線，原則上大部份列車均於此月台靠停；2號月台為避線，只有在需要避車時才使用。月台間以行人天橋相連。相比其他德島線月台，本站兩邊月台均較長，有效長度達9輛，但部份月台因應對應1500型氣動車而加高月台，因此實際上能夠使用的長度只有5輛。兩邊月台前端均設有保線路軌，而1號月台的側線旁另設有車庫，以供保線用的列車停泊。2號月台的側線延至月台的末端，但因與月台邊有距離，因此並不能視為另一個月台。

### 月台配置
| 月台 | 路線    | 方向     | 目的地                                  | 備註           |
| ---- | ------- | -------- | --------------------------------------- | -------------- |
| 1    | ■德島線 | （下行） | 阿波川島、穴吹、阿波池田方向            | 主要發車月台   |
| 1    | ■德島線 | （上行） | 德島、直通■牟岐線至阿南、桑野、海部方向 | 主要發車月台   |
| 2    | ■德島線 | （下行） | 阿波川島、穴吹、阿波池田方向            | 避車時才會使用 |
| 2    | ■德島線 | （上行） | 德島方向                                | 避車時才會使用 |

## 利用狀況
| 乗車人員推移 | 乗車人員推移 |
| 年度         | 1日平均人數  |
| ------------ | ------------ |
| 1995         | 691          |
| 1996         | 686          |
| 1997         | 657          |
| 1998         | 586          |
| 1999         | 514          |
| 2000         | 508          |
| 2001         | 511          |
| 2002         | 482          |
| 2003         | 453          |
| 2004         | 446          |
| 2005         | 434          |
| 2006         | 420          |
| 2007         | 425          |
| 2008         | 422          |
| 2009         | 421          |
| 2010         | 424          |

## 相鄰車站
※停靠此站的特急「劍山」的相鄰停靠站參見列車條目。
四國旅客鐵道（JR四國）
■德島線
佐古（B01）－藏本（B02）－鮎喰（B03）